# Sceliphron laetum
Sceliphron laetum är en biart som först beskrevs av Frederick Smith 1856.
Sceliphron laetum ingår i släktet Sceliphron och familjen grävsteklar.

## Underarter
Arten delas in i följande underarter:
- Sceliphron laetum laetum
- Sceliphron laetum maindroni

## Bildgalleri

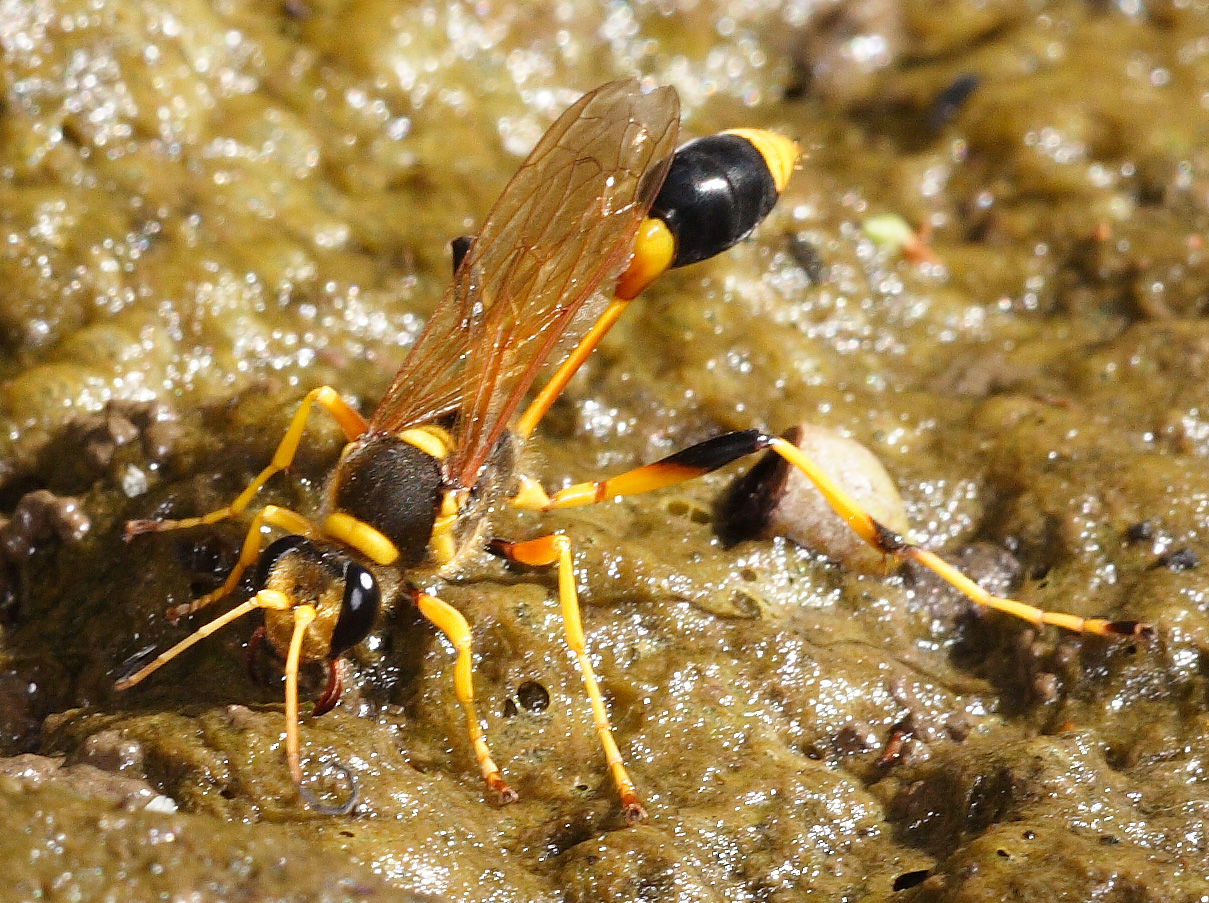